# 拉塔利亚达登波尔达
拉塔利亚达登波尔达，是西班牙加泰罗尼亚赫罗纳省的一个市镇。总面积17平方公里，总人口323人（2001年），人口密度19人/平方公里。